# Міксома
Міксома — доброякісна пухлина, що проростає в щелепи з носової чи ротової порожнини, походить зі сполучної тканини ембріональної будови, містить базофільні клітини, що продукують муцин, росте повільно, рентгенологічно майже не відрізняється від кисти.